# Максимова, Светлана Викторовна
Светлана Викторовна Макси́мова - (р. 1961) — российский фермер, государственный и политический деятель, депутат Государственной думы VI и VII созывов, член фракции «Единая Россия», член комитета Госдумы по аграрным вопросам.

## Биография
Родилась 16 июля 1961 года в посёлке Меткурский (Устьянский район, Архангельская область). В 1980 году получила специальность «Ветеринар-фельдшер» в Новоузенском зооветеринарном техникуме. С 1982 по 1985 год работала на Краснодарской краевой выставке достижений народного хозяйства зоотехником. С 1985 по 1997 год работала на торфопредприятии «Оршинское» Тверской области в должности начальника подсобного хозяйства. В 1997 году создала собственное фермерское хозяйство, получила статус индивидуального предпринимателя. В 2002 году прошла переподготовку по программе «Организация и функционирование крестьянского (фермерского) хозяйства» в Тверском институте переподготовки и повышения квалификации кадров агропромышленного комплекса.
В 2004 году была избрана депутатом Собрания депутатов Калининского района. В 2006 году фермерское хозяйство Максимовой было включено в межрегиональный туристический проект «Золотой путь России». В 2008 году С. В. Максимова досрочно сложила с себя депутатские полномочия.
В 2009 году избрана секретарём местного политического совета Калининского местного отделения партии «Единая Россия».
В 2011 году баллотировалась в Госдуму по спискам «Единой России», избрана депутатом Государственной Думы VI созыва. В сентябре 2016 года выдвигалась в Госдуму от партии «Единая Россия», была избрана депутатом Государственной Думы VII созыва по одномандатному избирательному округу № 179.

## Законотворческая деятельность
С 2011 по 2019 год, в течение исполнения полномочий депутата Государственной Думы VI и VII созывов, выступила соавтором 36 законодательных инициатив и поправок к проектам федеральных законов.
В 2021 году предложила россиян, у которых есть огороды и дачи, обложить налогом наравне с фермерами.

## Награды
- Благодарность Правительства Российской Федерации (16 декабря 2019 года) — за большой вклад в развитие российского парламентаризма и активную законотворческую деятельность[11]